# Gilbert Bayiha
Gilbert Bayiha N'Djema, né le 9 août 1979 aux Ulis, est un footballeur franco-camerounais.

## Biographie
Formé au Red Star FC, il intègre l'équipe professionnelle en 1999, devenant troisième gardien derrière Jean-Marc Branger et Jean-Philippe Forêt. Il dispute six matchs en deux saisons et quitte l'équipe lors de la descente du Red Star en CFA. Après une saison avec la réserve du Club sportif Sedan Ardennes, il retrouve le niveau professionnel en s'engageant avec le Grenoble Foot 38 en 2002. Remplaçant à partir de la saison 2003-2004, il profite des blessures à répétitions de Thierry Debès pour tenter de s'imposer au poste de titulaire. 
Bayiha décroche le rôle de numéro un et reste à ce poste pendant deux saisons. Du fait de mauvaises prestations, il est relégué sur le banc, en fin de saison 2005-2006, remplacé par Kévin Grau. 
Il quitte la pays pour jouer avec l'Aris Limassol pendant deux saisons. Le franco-camerounais fait une saison au PAEEK Kerynias avant de revenir à l'Aris, restant dans l'effectif pendant trois nouvelles années.
En 2013, Bayiha s'installe au Canada et intègre les rangs du Club de Soccer de Longueuil. Il remporte, avec son équipe, le titre de champion de la Première ligue de soccer du Québec en 2014.

## Palmarès
- Champion de la Première ligue de soccer du Québec en 2014 avec le CS Longeuil.